# Tegueste
Tegueste település Spanyolországban, Santa Cruz de Tenerife tartományban. Tegueste San Cristóbal de La Laguna községgel határos. Lakosainak száma 11 405 fő (2024).

## Népesség
A település népessége az elmúlt években az alábbi módon változott:
| Lakosok száma | 9664 | 10 165 | 10 461 | 10 666 | 10 904 | 11 097 | 11 108 | 11 294 | 11 359 | 11 405 |
|               | 2001 | 2004   | 2007   | 2009   | 2012   | 2014   | 2017   | 2019   | 2022   | 2024   |